# Боке
Вижте пояснителната страница за други значения на Боке.
Бокѐ (на френски: Boké) е град в Западна Гвинея, близо до границата с Гвинея-Бисау. Известен е с някогашния си форт за роби. Градът е център на едноименния административен регион Боке.
Населението му наброява 116 270 души (2008 г.).